# بنزیل‌تری‌متیل‌آمونیوم فلوئورید
بنزیل‌تری‌متیل‌آمونیوم فلوئورید (به انگلیسی: Benzyltrimethylammonium fluoride) یک ترکیب شیمیایی با شناسه پاب‌کم ۱۶۲۱۱۹۸۹ است. شکل ظاهری این ترکیب، جامد است.